# 550 pr. n. št.

## Rojstva
- Atosa, ahemenidska princesa  († 475 pr. n. št.)